# Hồng Sơn, Tuyên Quang
Hồng Sơn là một xã thuộc tỉnh Tuyên Quang, Việt Nam.

## Địa lý
Xã Hồng Sơn có vị trí địa lý:
- Phía đông giáp các xã Chi Thiết, Đồng Quý, Hào Phú, Văn Phú
- Phía tây giáp tỉnh Phú Thọ
- Phía nam giáp xã Trường Sinh
- Phía bắc giáp xã Quyết Thắng.

Xã Hồng Sơn có diện tích 19,35 km², dân số năm 2022 là 9.576 người, mật độ dân số đạt 494 người/km².

## Hành chính
Xã Hồng Sơn được chia thành 14 thôn: An Mỹ, Cây Châm, Cây Vạng, Dộc Vầu, Đình Lộng, Đồn Hang, Gò Đình, Kho 9, Khổng, Kim Xuyên, Mãn Sơn, Tân Sơn, Vạn Long, Xóm Hồ.

## Lịch sử
Tính đến ngày 31/12/2022, xã Hồng Lạc có 9,76 km² diện tích tự nhiên, quy mô dân số là 6.038 người, có 9 thôn: Kim Xuyên, Đình Lộng, Khổng, Cây Vạng, Gò Đình, Cây Châm, Xóm Hồ, Vạn Long, Kho 9; xã Vân Sơn có 9,59 km² diện tích tự nhiên, quy mô dân số là 3.538 người, có 5 thôn: An Mỹ, Dộc Vầu, Đồn Hang, Mãn Sơn, Tân Sơn.
Ngày 23 tháng 7 năm 2024, Ủy ban Thường vụ Quốc hội ban hành Nghị quyết số 1106/NQ-UBTVQH15 về việc sắp xếp đơn vị hành chính cấp huyện, cấp xã trên địa bàn tỉnh Tuyên Quang (nghị quyết có hiệu lực từ ngày 1 tháng 9 năm 2024). Theo đó, thành lập xã Hồng Sơn trên cơ sở toàn bộ 9,76 km² diện tích tự nhiên, quy mô dân số là 6.038 người của xã Hồng Lạc và toàn bộ 9,59 km² diện tích tự nhiên, quy mô dân số là 3.538 người của xã Vân Sơn.
Xã Hồng Sơn có 19,35 km² diện tích tự nhiên và quy mô dân số là 9.576 người.